# La Hague

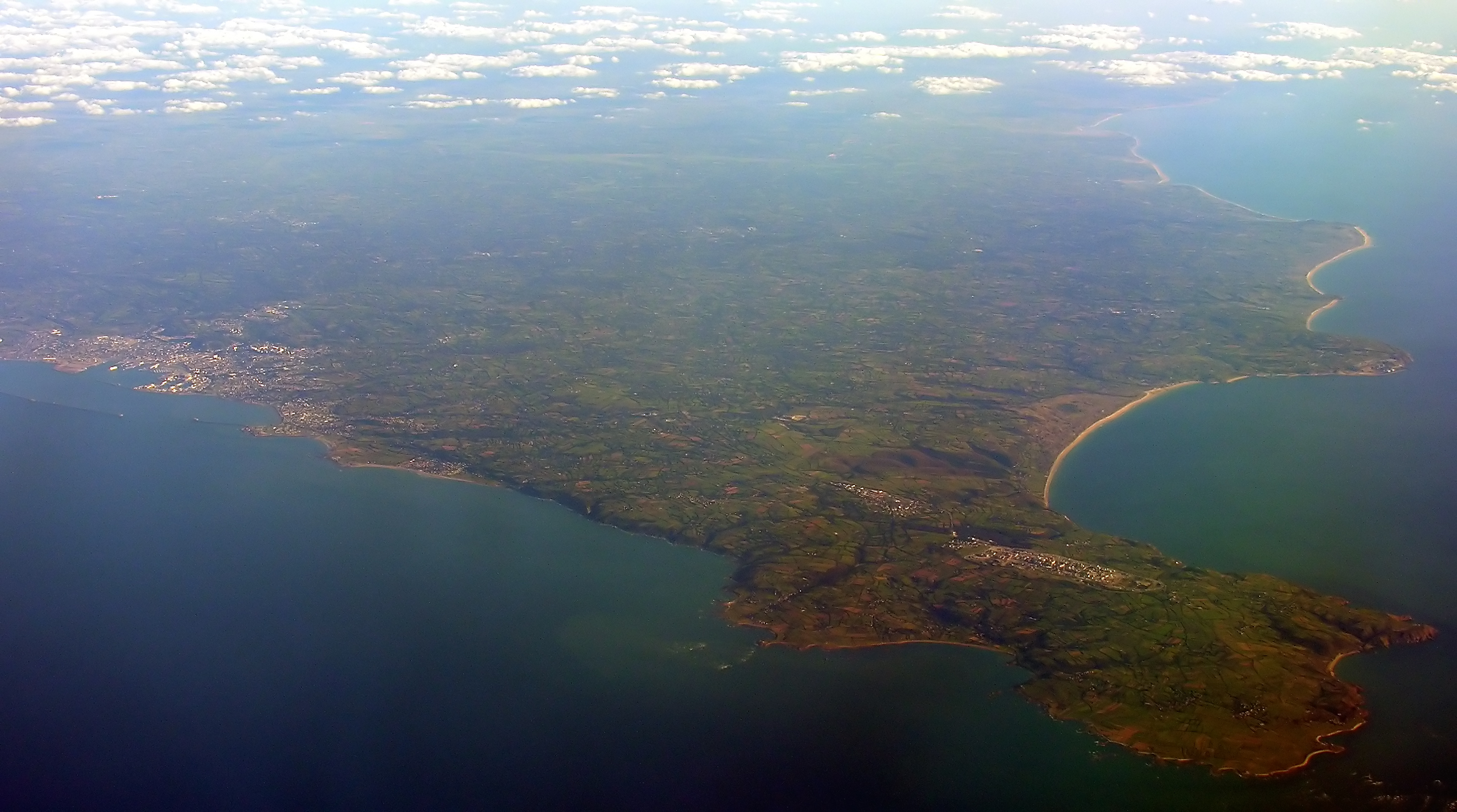
Kap von La Hague mit Cherbourg links

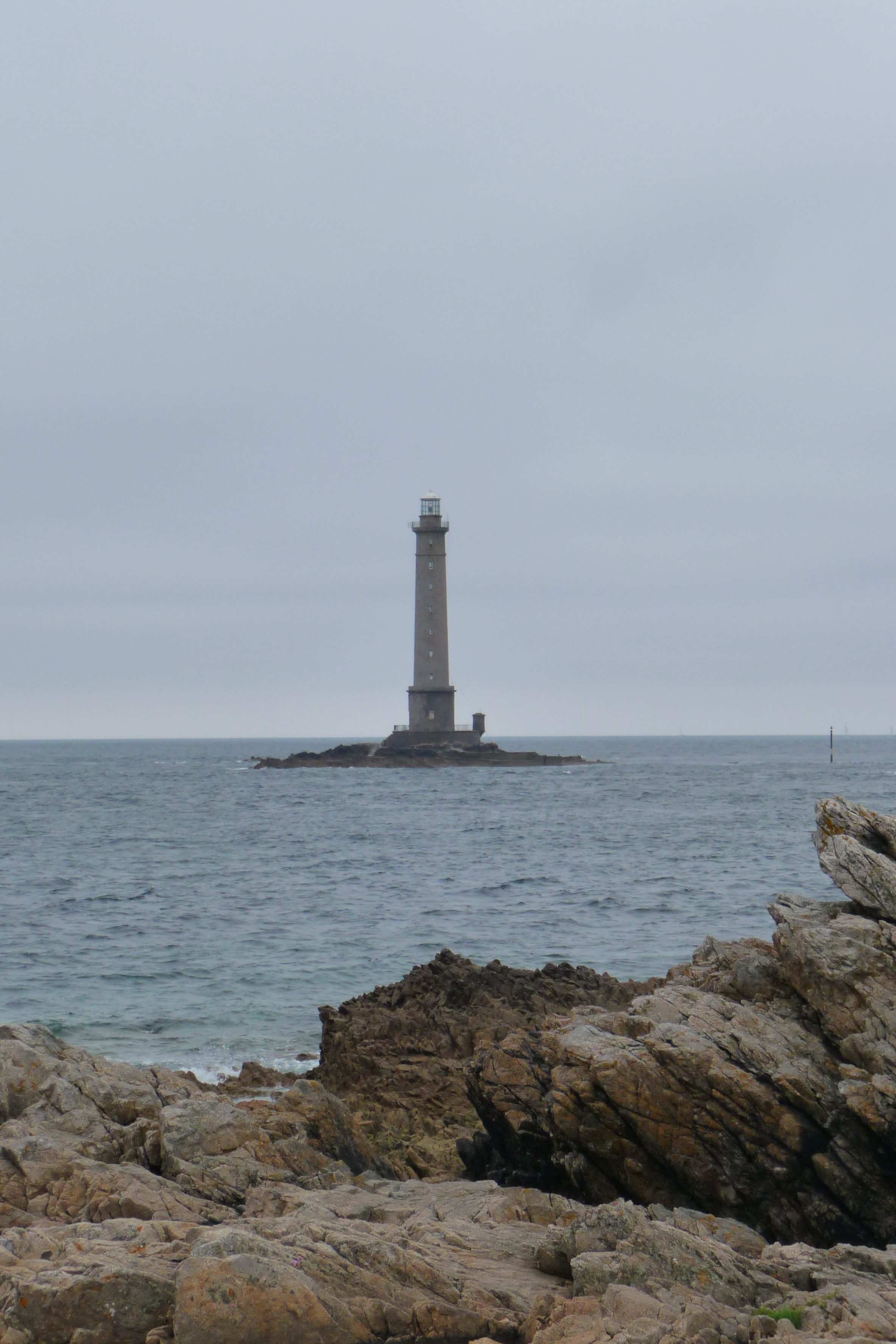
Leuchtturm beim Cap La Hague

La Hague ist ein Gebiet im Nordwesten der Normandie bzw. der Landschaft Cotentin im französischen Département Manche. Das Kap von La Hague liegt in Auderville. La Hague bildet eine Halbinsel innerhalb der Halbinsel Cotentin.

## Geologie
La Hague liegt im armorikanischen Massiv. In Jobourg kommen die ältesten Gesteine Frankreichs zum Aufschluss. Am Kap von La Hague kommen cadomische Granite und in Flamanville variszische Granite zum Aufschluss.

## Toponymie
La Hague (Aussprache fr.: [ag] nrm.: [χag] mit dem Ach-Laut) leitet sich aus dem Skandinavischen hagi (vgl. dt. Gehege) ab. Beiläufig hatte der Hague-Dick den Zweck, den Zugang zum Kap de la Hague zu erschweren.

## Energie
In der Straße von Alderney lässt sich die Gezeitenkraft erschließen.

Bekannt ist die Region durch die Wiederaufarbeitungsanlage La Hague (Usine de Retraitement de La Hague) in Jobourg, Omonville-la-Petite, Digulleville und Herqueville, in der abgebrannte Brennelemente aus französischen und ausländischen Kernkraftwerken verarbeitet werden, durch das angrenzende Centre de stockage de la Manche und das Kernkraftwerk Flamanville. Nicht weit entfernt, allerdings in den britischen Gewässern, liegt Hurd’s Deep.

## Kunst
Jean-François Millet ist in Gréville-Hague geboren. Der Dichter Jacques Prévert ist in Omonville-la-Petite begraben.

## Geschichte
Das Hague-Dick ist eine vorgeschichtliche Wallanlage, deren Entstehung bis in die Bronzezeit zurückreicht und die bis ins Mittelalter genutzt wurde.
La Hague war im Mittelalter eines von vier Archidiakonaten des Bistums Coutances (die drei anderen sind: Bauptois, Val de Saire und Valognes).
Die heilige Adelheid, Adela von Frankreich († 1079), Tochter von König Robert den Frommen und Ehefrau des Herzogs Richard III. von Normandie, führte den Titel einer „Gräfin von Contenance“, und damit einer Grafschaft, die nicht identifizierbar ist. Hierzu schreibt David C. Douglas in Wilhelm der Eroberer – Herzog der Normandie: „… verlieh zu Beginn des zweiten Viertels des 11. Jahrhunderts Herzog Richard III., der Onkel des Eroberers, seiner Frau Adela sämtliche Pagi von Saire, La Hague und Bauptois im äußersten Norden des Cotentin“.
Im Jahr 1837 ging der rund einen Kilometer südwestlich des Kaps auf einem vorgelagerten Felsen namens Gros du Raz befindliche Leuchtturm Phare de la Hague in Betrieb.